# Estadio Monumental "U"

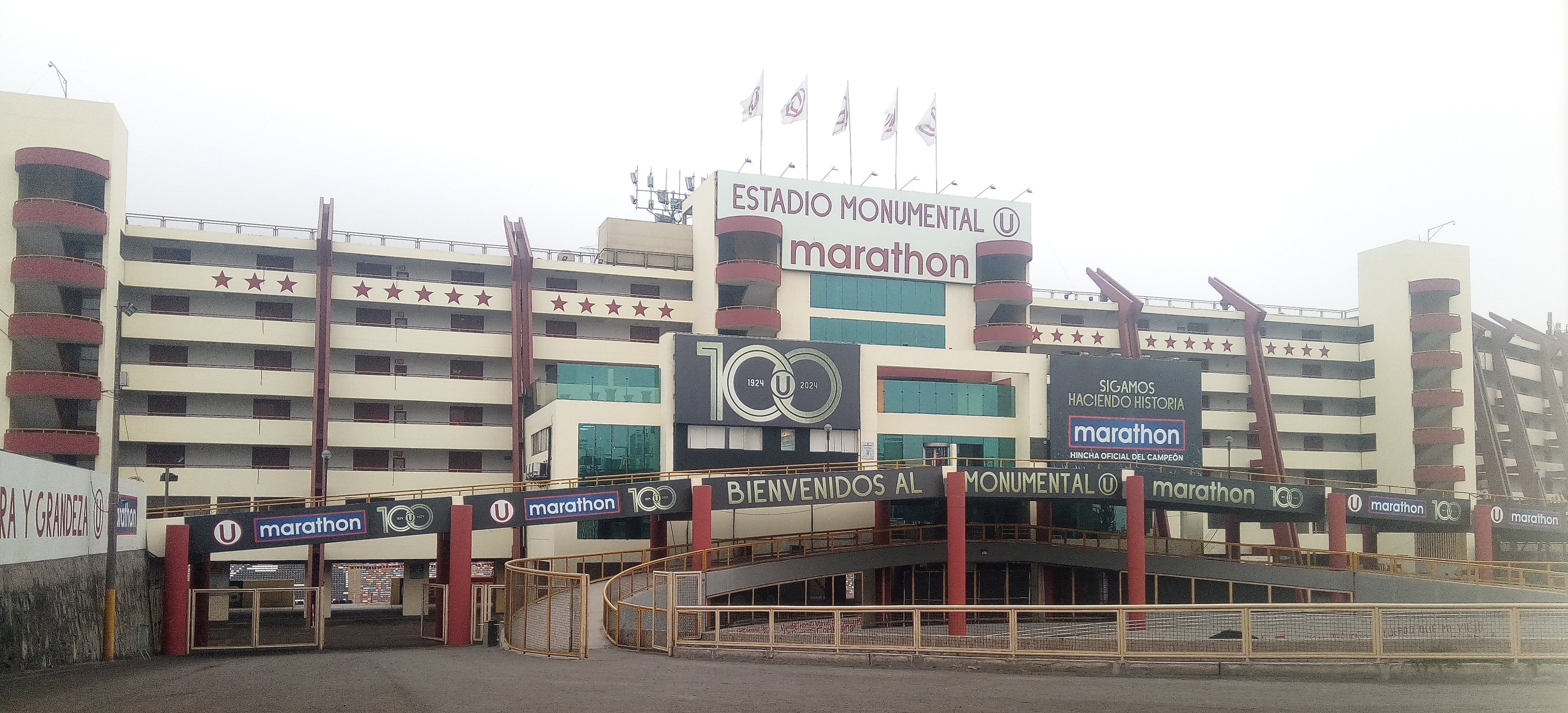
Der Haupteingang des Estadio Monumental "U"

Das Estadio Monumental "U" (offiziell: Estadio Monumental) ist das vereinseigene Fußballstadion des peruanischen Fußballvereins Universitario de Deportes. Die in der Hauptstadt Lima beheimatete Arena fasst 80.093 Zuschauer und ist damit, nach dem Estadio Mâs Monumental (83.198 Plätze), das zweitgrößte Fußballstadion Südamerikas. Es ersetzte die alte Spielstätte Estadio Teodoro Lolo Fernández von 1954.

## Geschichte
Am 16. Januar 1991 begannen die Bauarbeiten und wurden von der peruanischen Baufirma GREMCO Progreso International durchgeführt. Nach rund neun Jahren Bauzeit wurde die Spielstätte am 2. Juli 2000 eröffnet. Der Bau wurde vom Architekten Walter Lavalleja Sarriés aus Uruguay entworfen. Die Tribünen bestehen aus zwei Ebenen. Zum einen der untere Teil mit 58.577 Sitzplätzen und 600 Business-Seats (Westtribüne) auf den Rängen. Zum anderen der obere umlaufende Ring mit 1251 Logen auf vier Ebenen mit insgesamt 20.916 Sitzplätzen. Den Journalisten stehen auf der Pressetribüne 239 Plätze zur Verfügung.
Die Bestuhlung der Ost- und die Westtribüne sind mit mehrfarbigen Sitzen ausgestattet, während der Nord- und der Südrang aus Steinstufen bestehen. Der ganze Sportkomplex mit Stadion hat eine Fläche von 186.542 m² und neben der Spielstätte liegen zwei weitere Fußballfelder. Die Flutlichtanlage besteht aus 160 Scheinwerfern mit jeweils 2000 Watt Leistung; damit werden insgesamt 2200 Lux Beleuchtungsstärke erzeugt. Des Weiteren ist oben auf dem Nordrang eine Anzeigetafel mit 10 × 8 m Größe und auf dem Südrang eine Videowand mit den Maßen 10 × 6 m installiert.
Obwohl es das größte Stadion des Landes ist, fanden die Spiele der Copa América 2004 und der U-17-Fußball-Weltmeisterschaft 2005 in anderen Stadien statt. Beim Turnier Sudamericano Femenino 2003 (Südamerikanische Frauenfußballmeisterschaft) wurden dagegen auch im Estadio Monumental Partien ausgetragen. Zwischen 2002 und 2007 verhinderten die Behörden wegen angeblicher Sicherheitsmängel, dass der Clásico zwischen Universitario de Deportes und Alianza Lima in der Arena ausgetragen wurde.
Aufgrund der Proteste in Chile wurde das Estadio Monumental anstelle des ursprünglich dafür vorgesehenen Estadio Nacional in Santiago de Chile zum Spielort des Endspiels der Copa Libertadores 2019 ausgewählt.

## Peruanische Fußballnationalmannschaft
Für einige Zeit trug die peruanische Fußballnationalmannschaft ihre Heimspiele im Stadion U aus, da in der regulären Spielstätte Estadio Nacional ein Kunstrasen verlegt wurde und die FIFA das Estadio Garcilaso de la Vega in der in 3416 m Höhe liegende Stadt Cusco nicht für Länderspiele zulässt. Der Fußball-Weltverband beschloss 2007 eine Höchstgrenze für Stadien von 3000 m über dem Meeresspiegel. Die Fußballnationalmannschaft von Peru hat eine ausgeglichen, leicht negative Bilanz im Estadio Monumental. In 18 Spielen gelangen fünf Siege bei sieben Unentschieden und sechs Niederlagen.

### Legende
Dieser Abschnitt dient als Legende für die nachfolgende Tabelle.
- grüne Hintergrundfarbe = Sieg der peruanischen Mannschaft
- gelbe Hintergrundfarbe = Unentschieden
- rote Hintergrundfarbe = Niederlage der peruanischen Mannschaft

| Datum         | Gegner      | Ergebnis  | Zuschauer | Anlass                |
| ------------- | ----------- | --------- | --------- | --------------------- |
| 2. Juni 2001  | Ecuador     | 1:2 (1:1) | 54.236    | WM-Qualifikation 2002 |
| 14. Nov. 2001 | Bolivien    | 1:1 (1:0) | 2374      | WM-Qualifikation 2002 |
| 30. Apr. 2003 | Paraguay    | 0:1 (0:0) | –         | Freundschaftsspiel    |
| 16. Nov. 2003 | Brasilien   | 1:1 (0:1) | 80.000    | WM-Qualifikation 2006 |
| 4. Sep. 2004  | Argentinien | 1:3 (0:1) | 28.000    | WM-Qualifikation 2006 |
| 8. Sep. 2007  | Kolumbien   | 2:2 (0:1) | 20.000    | Freundschaftsspiel    |
| 12. Sep. 2007 | Bolivien    | 2:0 (2:0) | 15.000    | Freundschaftsspiel    |
| 13. Okt. 2007 | Paraguay    | 0:0       | 50.000    | WM-Qualifikation 2010 |
| 18. Nov. 2007 | Brasilien   | 1:1 (0:1) | 45.847    | WM-Qualifikation 2010 |
| 14. Juni 2008 | Kolumbien   | 1:1 (1:1) | 25.000    | WM-Qualifikation 2010 |
| 6. Sep. 2008  | Venezuela   | 1:0 (1:0) | 25.000    | WM-Qualifikation 2010 |
| 10. Sep. 2008 | Argentinien | 1:1 (0:0) | 40.000    | WM-Qualifikation 2010 |
| 29. März 2009 | Chile       | 1:3 (1:2) | 48.700    | WM-Qualifikation 2010 |
| 7. Juni 2009  | Ecuador     | 1:2 (0:1) | 17.050    | WM-Qualifikation 2010 |
| 5. Sep. 2009  | Uruguay     | 1:0 (0:0) | 15.000    | WM-Qualifikation 2010 |
| 31. Aug. 2017 | Bolivien    | 2:1 (0:0) | 50.501    | WM-Qualifikation 2018 |
| 6. Juni 2019  | Costa Rica  | 1:0 (0:0) | –         | Freundschaftsspiel    |
| 10. Juni 2019 | Kolumbien   | 0:3 (0:1) | –         | Freundschaftsspiel    |

## Konzerte und Veranstaltungen
Im Stadion und auf einer großen Freifläche mit Namen La Explanada hinter der Südtribüne fanden viele Konzerte und Veranstaltungen statt. Die Garderoben der Künstler liegen unterhalb der Südtribüne der Fußballarena.
Eine Auswahl der Musiker und Gruppen:
- 2003 – Alanis Morissette
- 2004 – Luis Miguel
- 2005 – Juanes
- 2006 – Carlos Santana, RBD
- 2007 – Alejandro Sanz, Roger Waters
- 2008 – Bryan Adams, Andrés Calamaro, Duran Duran, Sean Paul, Tego Calderón, Daddy Yankee, Megadeth, Kylie Minogue
- 2009 – Peter Gabriel, Backstreet Boys, Gloria Estefan, 50 Cent, Charly García, Rubén Blades, Depeche Mode, The Killers
- 2010 – The Cranberries, Beyoncé, Dream Theater, Guns n’ Roses, Franz Ferdinand
- 2011 – Paul McCartney, Britney Spears, Miley Cyrus
- 2012 – Lady GaGa, Maroon 5
- 2016 – The Rolling Stones, Guns n’ Roses
- 2018 – Roger Waters

Vom 5. bis zum 8. November 2009 fand dort auch ein internationales Treffen der Zeugen Jehovas statt.